# Mulmshorn
Mulmshorn ist ein Ortsteil der Stadt Rotenburg (Wümme) im Landkreis Rotenburg (Wümme) in Niedersachsen.

## Geographische Lage
Mulmshorn liegt rund 10 km nordwestlich der Stadt Rotenburg (Wümme) und nimmt somit den nördlichen Rand des Stadtgebietes ein. Umschlossen wird Mulmshorn von Horstedt, Hesedorf, Bötersen und Gyhum.

## Geschichte
In Mulmshorn wurde im Laufe des 20. Jahrhunderts über 50 Jahre lang Torf abgebaut. Zu diesem Zweck wurden auch in Mulmshorn Torfwerke betrieben.
Landwirtschaftlich geprägt ist Mulmshorn zu heutiger Zeit durch einige Haupterwerbsbetriebe und einige Klein- und Mittelbetriebe.